# تاكاهايدي كيشي
تاكاهايدي كيشي (باليابانية: 紀氏 隆秀) (28 أبريل 1987 في هيوغو في اليابان – )؛ هو لاعب كرة قدم ياباني سابق كان يلعب كحارس مرمى.

## وصلات خارجية
- تاكاهايدي كيشي على موقع رابطة كرة القدم اليابانية للمحترفين (اليابانية)
- تاكاهايدي كيشي على موقع قاعدة بيانات كرة القدم.إي يو (الإنجليزية)
- تاكاهايدي كيشي على موقع Soccerway.com (الإنجليزية)
- تاكاهايدي كيشي على موقع عالم كرة القدم.نت (الإنجليزية)
- تاكاهايدي كيشي على موقع كووورة